# 逃亡医F
『逃亡医F』（とうぼういエフ、英語: Doctor Fabulous）は、伊月慶悟（原作）・佐藤マコト（作画）による漫画作品。漫画雑誌『プレイコミック』（秋田書店・2014年に休刊）2007年から2008年19号まで連載されたが単行本化はされず、2011年7月31日からJコミ（当時。現在のマンガ図書館Z）より電子書籍で配信されている。全3巻（電子書籍）。
2022年1月期に日本テレビ系にてテレビドラマ化。詳細は後述。

## 登場人物
藤木 圭介（鳴海 健介）
帝都医科大学付属病院の外科医師。
同僚である八神妙子を突き落とし殺害しようとした容疑で指名手配されており、真相を突き止めるために名前を鳴海健介と名乗り逃亡している。
八神 妙子
帝都医科大学付属病院の研究者。
何者かに病院の屋上から突き落とされて命は取り留めたが、意識不明の状態で入院している。
沢井 美香子
気象観測船「第一海風丸」に乗務している気象観測士。
鳴海健介と名を変えて乗り込んだ藤木圭介の船酔いの手当てをする。
橋爪
気象観測船「第一海風丸」の乗組員。
非番だった友人の刑事とバーで飲酒中に藤木圭介とよく似た男と遭遇する。
白井 葵
藤木圭介が個展会場で出会った画家。
自宅に藤木を招いた際、目の前にある椅子にぶつかったことで藤木圭介は白井の目の病気を疑う。
三井 真一郎
帝都医科大学附属病院名誉教授。
藤木圭介に外科医師になることを勧めた恩師。藤木圭介の逃亡中に心不全で死去。
八神 拓郎
八神妙子の兄。
妹を殺害しようとしたと信じて疑わない藤木圭介（鳴海健介）を捕まえようと執拗に後を追う。

## 書誌情報
- 伊月慶悟（原作）佐藤マコト（漫画）『逃亡医F』、Jコミックテラス、全3巻

## テレビドラマ
2022年1月15日から3月19日まで日本テレビ系「土曜ドラマ」枠で放送。主演はプライム帯連続ドラマ初主演となる成田凌。

### キャスト
藤木圭介（ふじき けいすけ）〈30〉
演 - 成田凌
帝都医科大学付属病院の脳外科医師。恋人で同僚の八神妙子に対する殺人容疑をかけられ指名手配される。殺人の濡れ衣を晴らし、恋人の死の真相を突き止めるために名前を鳴海健介と名乗り逃亡している。
沢井美香子（さわい みかこ）〈23〉
演 - 森七菜（幼少期：ポン璃菜アメリー）
藤木が逃亡中に潜伏する海洋観測船「第一海風丸」に乗る駆け出しの海洋観測士。
八神妙子（やがみ たえこ）〈30〉
演 - 桜庭ななみ
藤木の恋人。帝都医科大学付属病院の研究医。
八神拓郎（やがみ たくろう）〈40〉
演 - 松岡昌宏
妙子の兄で元自衛官。殺人容疑で指名手配の藤木圭介を追う。
都波健吾（となみ けんご）〈65〉
演 - 酒向芳
帝都医科大学付属病院で八神妙子と新薬の共同研究をしていた教授 。
長谷川輝彦（はせがわ てるひこ）〈27〉
演 - 桐山照史（ジャニーズWEST）
帝都医科大学属病院の脳外科医師。藤木圭介の後輩。既婚者。
烏丸京子（からすま きょうこ）〈30〉
演 - 前田敦子
バイオベンチャー企業『バイオネオ』に所属する営業局の執行役員で八神妙子の中学時代からの大親友。
佐々木世志郎（ささき よしろう）〈45〉
演 - 安田顕
『バイオネオフェロー』で八神妙子と共同で脳の再生に関する研究を行っていた世界的な薬品開発研究者。
幹こずえ（みき こずえ）〈27〉
演 - 堺小春
『バイオネオフェロー』で佐々木に心酔する研究者。
筋川二平（すじかわ にへい）〈45〉
演 - 和田聰宏
警視庁 城北警察署の刑事。八神妙子の事件を捜査。
野末考正（のずえ たかまさ）〈29〉
演 - 古屋呂敏
警視庁 城北警察署の刑事。筋川二平の相棒。

### ゲスト

#### 第1話
沢井美香子の父親
演 - 加治将樹（回想）
漁師として漁船で働いていた。第1話の放送開始時点で故人である。
佐渡
演 - 阪田マサノブ
藤木圭介が潜伏する海洋観測船「第一海風丸」の船医。内科専門医。
吉見
演 - 寺井義貴（第3話・第5話）
筋川二平が賭けマージャンを行っていた麻雀店の店員。
前田
演 - 趙珉和（第3話・第5話）
同麻雀店の店員。
今野
演 - 山根和馬（第5話、第7話 - 最終話）
八神拓郎の後輩の自衛官。

#### 第2話
島崎咲良
演 - 馬場ふみか
地元テレビ局アナウンサー。取材依頼に訪れた喫茶店で、逃亡する藤木圭介の正体に気付く。
香川照男
演 - 升毅（第3話）
雪山で滑落した藤木圭介を助ける喫茶店「すずらん珈琲」店主。
松田純兵
演 - 林泰文（第3話、第4話）
松田健太の父親。ローカルテレビ局勤務。
松田健太
演 - 白髭善（第3話）
松田純兵の息子。雪山で滑落した藤木圭介を発見した地元の少年。
松田千春
演 - 山田キヌヲ（第3話）
松田健太の母親。
香川晴枝
演 - 朝加真由美（写真）（第3話）
香川照男の元妻。

#### 第3話
香川空見子
演 - 夏子（幼少期：長谷川晏）
香川照男の娘。結婚式を控えている。
新郎
演 - 井手麻渡
香川空見子の結婚相手。
竹本
演 - 大河内浩
HOTEL SANVITALIA料理長。香川照男の修業時代の仲間。
すずらん珈琲の客
演 - オダウエダ
沢井美香子が一人で留守番している店に訪れる。
河木マーサ
演 - 花澤香菜（第5話、第6話）
声の出演。劇中歌の歌手。
司会
演 - 梅澤廉（日本テレビ）
香川空見子の結婚式の司会者。

#### 第4話
間宮善一
演 - 渡辺いっけい
ペットブローカー。
佐野昌明
演 - 森永悠希
ペットブリーダー。
野毛谷
演 - 村上航（第8話・第9話）
警視庁管理官。
副大臣
演 - 谷仲恵輔（最終話）
副大臣。
警視監
演 - 木村靖司（最終話）
警視監。

#### 第5話
モー
演 - 中村蒼（第6話、第7話）
廃団地で生活する外国人労働者たちのリーダー的存在。
チュンヤン
演 - 森迫永依（第4話、第6話、第7話）
廃団地で生活する外国人。足にチアノーゼが出ている。
司会者
演 - 尾崎里紗（日本テレビ）
先端医療シンポジウム2022の進行を担当。
社長
演 - 小須田康人
バイオベンチャー企業『バイオネオ』社長。
外国人ホームレス（役名）
演 - 林ユリウス（リー）、ジュエル（タマン）、エロディ・レンダ（エデュアルダ）、バリヤン・アンクル（マニク）、
サウル・ナイテンゲール（アルバレス）（第6話、第7話）
廃団地となった八王子団地B棟に住む外国人ホームレス。

#### 第6話
ノム
演 - 六平直政（第7話）
廃団地の別棟に住む日本人ホームレスのリーダー。
ネクタイ
演 - 宮崎吐夢（第7話）
スーツ姿のホームレス。ノムとともに外国人労働者と対立する。
サムガリ
演 - 画大 （第7話）
ノム、ネクタイとともに廃団地のA棟に住む日本人ホームレス。

#### 第7話
中井
演 - 山崎一
警察官
早川
演 - 盛隆二
警察官

#### 第8話
長谷川浩子
演 - 大後寿々花（第9話・最終話）
妊娠中の輝彦の妻。難病「腹膜偽粘液腫」に侵されている。
富樫賢治
演 - 福田悠太（ふぉ〜ゆ〜）（第9話）
藤木の同級生で、鍵を握る“元主治医”。
鳥羽山桃次郎
演 - 倉本剛（ロケット団）（最終話）
烏丸の馴染みの中年ホスト。
豆乃坂
演 - 坂本あきら
都波の取り置き蔵書を預かっている古書店主。
片野坂知宏
演 - 片野坂知宏（写真）
美香子が「マメノサカ」とネット検索したら出てきたガンバ大阪監督。
警備員。
演 - 福本伸一（第9話）、大谷博史（第9話）
帝都医大病院の警備員。

#### 最終話
武藤
演 - 小平大智
第一海風丸の新人。

### スタッフ
- 原作 - 伊月慶悟（原作）佐藤マコト（漫画）「逃亡医F」（Jコミックテラス）
- 脚本 - 福原充則
- 音楽 - 今堀恒雄
- 主題歌 - 奥田民生「太陽が見ている」（ラーメンカレーミュージックレコード）[25]
- 医療監修 - 新枝核
- 医療協力 - 本田俊哉
- 看護指導 - 石田喜代美
- 警察監修 - 大橋菊夫
- 自衛隊監修 - 武藤竜馬
- 微生物監修 - 安齋洋次郎（東邦大学）
- 工学指導 - 岩尾徹（東京都市大学）
- 動物医療監修 - 湯地俊郎
- バイオベンチャー監修 - プレイゾン・セラビューティックス（鰐渕文一、錦戸傑宜、千葉雅人）
- 特殊メイク - 梅沢壮一
- アクションコーディネーター - 佐々木修平
- チーフプロデューサー - 三上絵里子
- 統轄プロデューサー - 荻野哲弘
- プロデューサー - 藤村直人、本多繁勝
- 演出 - 佐藤東弥、大谷太郎 他
- 制作協力 - AX-ON
- 製作著作 - 日本テレビ

### 放送日程
| 各話                                                                        | 放送日  | ラテ欄                                                      | 演出     | 視聴率 |
| --------------------------------------------------------------------------- | ------- | ----------------------------------------------------------- | -------- | ------ |
| 第1話                                                                       | 1月15日 | 殺人の濡れ衣を着せられた天才外科医が 極限状況で命を救う!!   | 佐藤東弥 | 8.4%   |
| 第2話                                                                       | 1月22日 | 信州へ逃亡続ける天才外科医… 雪山で会った難病の少年を救え!!  | 佐藤東弥 | 8.6％  |
| 第3話                                                                       | 1月29日 | 別れた娘の結婚式に思い出の味を… 命がけの料理人を救えるか!?  | 佐藤東弥 | 8.0％  |
| 第4話                                                                       | 2月05日 | 潜んだ車に母犬と6匹の子犬… ケガ人と苦しむ犬を救い逃げろ!    | 大谷太郎 | 7.2％  |
| 第5話                                                                       | 2月12日 | 真実はすぐそこに… 病院に行けない不法滞在者の命と愛を救え!   | 大谷太郎 | 7.3％  |
| 第6話                                                                       | 2月19日 | 追跡者と最終対決!! 同じ女性を愛した男達の涙と隠されたデータ | 佐藤東弥 | 6.7％  |
| 第7話                                                                       | 2月26日 | 僕が殺しました… 天才外科医が救えなかった命と謎のメッセージ  | 佐藤東弥 | 7.0％  |
| 第8話                                                                       | 3月05日 | 恋人は生きていた… 黒幕に反撃開始!!裏切者の妻子を救えるか!?  | 本多繁勝 | 5.9%   |
| 第9話                                                                       | 3月12日 | 最愛の女性を黒幕から救い出せ!! 天才外科医が命がけの覚醒治療 | 大谷太郎 | 7.0%   |
| 最終話                                                                      | 3月19日 | 衝撃の結末!最後のオペは最凶の敵… すべての謎が明らかに!!     | 佐藤東弥 | 7.8％  |
| 平均視聴率 7.4%（視聴率はビデオリサーチ調べ、関東地区・世帯・リアルタイム） |         |                                                             |          |        |

### スピンオフドラマ
『逃亡医F 運命を変えた瞬間』（とうぼういエフ うんめいをかえたしゅんかん）のタイトルで、2022年2月19日の第6話放送後から動画配信サービスの「Hulu」で配信中。全5話。

#### キャスト（スピンオフドラマ）
- 藤木圭介 - 成田凌
- 沢井美香子 - 森七菜
- 長谷川輝彦 - 桐山照史（ジャニーズWEST）
- 八神妙子 - 桜庭ななみ
- 都波健吾 - 酒向芳
- 烏丸京子 - 前田敦子

#### スタッフ（スピンオフドラマ）
- 脚本 - 烏丸棗
- 音楽 - 今堀恒雄
- 演出 - 本多繁勝　佐藤東弥　大谷太郎 他
- チーフプロデューサー - 三上絵里子
- 統轄プロデューサー - 荻野哲弘
- プロデューサー - 藤村直人　阿利極
- 制作協力 - AX-ON
- 制作著作 - 日本テレビ

#### 配信日程
| 話数           | 配信日  | サブタイトル                        |
| -------------- | ------- | ----------------------------------- |
| 第1話          | 2月19日 | 〜研究医Yの場合〜                   |
| 第2話          | 2月26日 | 〜研究者Tの場合〜                   |
| 第3話          | 3月05日 | 〜脳外科医Hの場合〜                 |
| 第4話          | 3月12日 | 〜謎の美女KKの場合〜                |
| 第5話 (最終話) | 3月19日 | 旅立ちの瞬間 (とき) ～先輩Sの場合～ |

| 日本テレビ系 土曜ドラマ                                  | 日本テレビ系 土曜ドラマ             | 日本テレビ系 土曜ドラマ                                             |
| 前番組                                                   | 番組名                              | 次番組                                                              |
| -------------------------------------------------------- | ----------------------------------- | ------------------------------------------------------------------- |
| 二月の勝者-絶対合格の教室- （2021年10月16日 - 12月18日） | 逃亡医F （2022年1月15日 - 3月19日） | パンドラの果実 〜科学犯罪捜査ファイル〜 （2022年4月23日 - 6月25日） |